# Ricardo Sánchez Candelas
Ricardo Sánchez Candelas (Toledo, 14 de agosto de 1940) es un escritor, político e ingeniero español, senador por Toledo en la segunda legislatura, diputado por Toledo en la tercera legislatura y miembro del Consejo de Europa.

## Trayectoria literaria
Ricardo Sánchez Candelas es actualmente más conocido por su faceta de escritor y articulista que por las diferentes actividades desarrolladas en el pasado como político o ingeniero. Su obra literaria abarca campos tan distintos como la novela, el ensayo y los artículos tanto de carácter divulgativo, científico o político. A pesar de llevar escribiendo desde muy joven, no fue hasta su abandono de la actividad política cuando dio el salto a la publicación de sus obras. 
La primera de ellas que vio la luz fue De árboles en Toledo (1998), un libro que en palabras del propio autor es "un reposado tránsito, cordial y melancólico, por la ciudad de Toledo a través de sus árboles". Se trata de una obra a caballo entre el ensayo, la autobiografía y la obra de divulgación científica. Heterodoxo, pues, en cuanto a su posible clasificación, es un libro que se ha convertido en referencia tanto de los estudiosos de la botánica toledana como de aquellos que buscan el retrato de una cierta época del Toledo de la segunda mitad del siglo XX.
En 2000, Sánchez Candelas da el salto a la novela con la publicación de Las Grullas del otoño volaron sobre el Tajo (Un ingenio para el César), novela ambientada en el tiempo que transcurre entre la Guerra de las Comunidades (1521) y los días de gloria de la ciudad de Toledo como capital del Imperio de Carlos V. En ella el autor hace una aproximación a la figura del ingeniero lombardo Juanelo Turriano —Giovanni Torriani en italiano—, que fuera relojero del emperador y creador del célebre "Artificio de Juanelo" —o El Ingenio— que mediante un sistema de inigualada ingeniería hidráulica era capaz de subir el agua del río Tajo hasta el palacio imperial del Alcázar de Toledo. En esta novela, Sánchez Candelas hace un alarde de riqueza semántica y léxica nada común en los tiempos que corren, además de crear una trama que engancha al lector desde el principio gracias a personajes bien trabajados, creíbles, en un tiempo histórico muy bien recreado. Esta obra supone además el comienzo de una serie de novelas (aún inacabada) centrada en el río Tajo, con un claro empeño reivindicativo en defensa de río, tan degradado en nuestros días.
La segunda entrega de estas novelas relacionadas con el "padre Tajo" publicada por Ricardo Sánchez Candelas lleva por título Sólo navegaron sus sueños (2002). Se trata de una nueva demostración de virtuosismo gramatical y de dominio de la lengua castellana por parte del autor. El escenario vuelve a ser Toledo, pero en esta ocasión el autor nos traslada al reinado de Felipe II, a los días en que el ingeniero Juan Bautista Antonelli, italiano como lo fuera Turriano, abordó el finalmente malogrado proyecto de navegabilidad del Tajo entre Lisboa y Toledo. De nuevo personajes bien trabajados y una trama atractiva en una recreación de la época absolutamente verosímil.
Ambas novelas retratan las historias de dos proyectos que finalmente cayeron en el olvido, en ellas el autor nos sitúa ante una visión de la historia como fracaso colectivo y en palabras del propio escritor son dos secuencias del triste "Tríptico del Tajo", cuya tercera parte "se está escribiendo estos días", en clara alusión al lamentable estado actual del Tajo como consecuencia del trasvase Tajo-Segura. En 2020 ve la luz su libro Galdós en Toledo. Mis andanzas con Ángel Guerra en el que Sánchez Candelas hace un original recorrido por el Toledo más vinculado a Benito Pérez Galdós, especialmente el retratado en la novela Ángel Guerra (1891), en el que intercala vivencias personales y un retrato del paisaje y el paisanaje de Toledo, en especial el de los años 1950, 1960 y 1970, a través de un imaginario paseo entre el autor y un "resucitado" Ángel Guerra que le acompaña a lo largo del libro. Este es el último trabajo publicado hasta la fecha por Sánchez Candelas, que sigue prodigándose como articulista en diversos medios, digitales y de papel.

## Reseña biográfica
Ricardo Sánchez Candelas nació el 14 de agosto de 1940 y desde el mismo día de su nacimiento su vida quedó ligada a la literatura pues nació en la misma casa en la que viviera el célebre Sixto Ramón Parro en la calle que lleva su nombre, en pleno centro histórico toledano. Marchó a Madrid en su etapa universitaria obteniendo el título de ingeniero de montes y habiendo promovido el encuentro entre obreros y estudiantes en la JOC (Juventud Obrera Católica). Su formación y su compromiso con la conservación de la naturaleza le llevó a fundar R.E.T.A.M.A. —la primera asociación ecologista de Castilla-La Mancha—, a crear el Equipo de Defensa del Tajo —primer baluarte de la reivindicación de las aguas de la región y de la integridad del río a su paso por Toledo— y a presentar a la Diputación el primer Plan de Protección del Medio Ambiente de la provincia de Toledo. Asimismo dirigió a un grupo de especialistas en el concurso de ideas para la determinación del trazado de la Ronda Cornisa del centro histórico de Toledo, obteniendo el accésit de la convocatoria. Tras un periodo profesional en Cataluña, fue profesor del Centro Univesitario de Toledo. En los servicios provinciales del ICONA le fue encomendada la puesta en marcha de la Escuela Nacional de Caza. Realizó el primer inventario de recursos agroforestales y medioambientales de la sierra de San Vicente y, en los albores del ecologismo en España, escribió artículos en revistas especializadas y ofreció conferencias en seminarios de formación ambiental
En 1981 comienza su carrera política institucional dentro del PSOE, siendo nombrado director general de Transportes de Castilla-La Mancha. En la segunda legislatura fue senador por Toledo, y en la tercera legislatura fue diputado, defendiendo como ponente la Ley de Conservación de la Naturaleza. Es designado miembro del Consejo de Europa, donde presenta el primer informe sobre los incendios forestales en la cuenca mediteránea. Elabora el primer proyecto de adecuación del Alcázar para fines culturales. Redacta una ley alternativa al trasvase Tajo-Segura, destinada a salvaguardar el derecho patrimonial de las aguas de la cuenca del Tajo. En 1987 es candidato a la alcaldía de Toledo, siendo derrotado por José Manuel Molina García, por lo que accede al cargo de concejal en el Ayuntamiento de Toledo, hasta el final de la legislatura en 1991. En esta etapa destaca su moción de repoblación forestal del término municipal de Toledo, que fue aprobada por unanimidad. En estos años sus fuertes desavenencias con el sector oficial del PSOE regional y local hacen que sea arrinconado dentro del partido hasta su marcha voluntaria en 1991, poniendo punto final a su carrera como político, y dando comienzo a otra etapa como escritor y como funcionario de carrera del Cuerpo de Funcionarios del Estado en Madrid y, más tarde, en Toledo hasta su jubilación en 2005. En 2005 redactó la Ley de protección y buen uso de la Lengua Castellana enviándola a todos los grupos políticos de Castilla-La Mancha, estando en tramitación por las Cortes Regionales. Está casado, tiene 4 hijos y 10 nietos.

## Enlaces y referencias
Ficha de Senador
Ficha de Diputado
Su opinión sobre el Trasvase Tajo-Segura Archivado el 18 de junio de 2012 en Wayback Machine.
Artículo en El País: "Los trasvases y la futura Ley de Aguas" (3 de abril de 1984) Parte I
Artículo en El País: "Los trasvases y la futura Ley de Aguas" (4 de abril de 1984) Parte II
Sus libros en Unilibro
Ficha en Naos
Sobre Sólo navegaron sus sueños Archivado el 28 de septiembre de 2007 en Wayback Machine.
Presentación de Sólo navegaron sus sueños Archivado el 28 de septiembre de 2007 en Wayback Machine.
Reseña en ABC de la presentación de Galdós en Toledo. Mis andanzas con Ángel Guerra el 3 de octubre de 2020
- Datos: Q6108498